# Gaylussacia setosa
Gaylussacia setosa là một loài thực vật có hoa trong họ Thạch nam. Loài này được Kin.-Gouv. mô tả khoa học đầu tiên năm 1981.